# 1. Fußball-Club Köln 01/07 1990-1991
Questa voce raccoglie le informazioni riguardanti il 1. Fußball-Club Köln 01/07 nelle competizioni ufficiali della stagione 1990-1991.

## Stagione
Nella stagione 1990-1991 il Colonia, allenato da Erich Rutemöller, concluse il campionato di Bundesliga al 7º posto. In Coppa di Germania il Colonia perse la finale con dal Werder Brema. In Coppa UEFA il Colonia fu eliminato agli ottavi di finale dall'Atalanta.

## Rosa
| N. |                      | Ruolo | Calciatore        |
| -- | -------------------- | ----- | ----------------- |
| 3  | Germania (bandiera)  | D     | Karsten Baumann   |
| 6  | Germania (bandiera)  | C     | Olaf Janßen       |
| 14 | Danimarca (bandiera) | D     | Henrik Andersen   |
|    | Germania (bandiera)  | P     | Volker Diergardt  |
|    | Germania (bandiera)  | P     | Bodo Illgner      |
|    | Germania (bandiera)  | D     | Andreas Gielchen  |
|    | Norvegia (bandiera)  | D     | Anders Giske      |
|    | Germania (bandiera)  | D     | Alfons Higl       |
|    | Danimarca (bandiera) | D     | Jann Jensen       |
|    | Germania (bandiera)  | D     | Paul Steiner      |
|    | Germania (bandiera)  | C     | Axel Britz        |
|    | Germania (bandiera)  | C     | Reinhold Daschner |

| N. |                     | Ruolo | Calciatore        |
| -- | ------------------- | ----- | ----------------- |
|    | Germania (bandiera) | C     | Hans-Dieter Flick |
|    | Germania (bandiera) | C     | Falko Götz        |
|    | Germania (bandiera) | C     | Frank Greiner     |
|    | Germania (bandiera) | C     | Horst Heldt       |
|    | Germania (bandiera) | C     | Pierre Littbarski |
|    | Polonia (bandiera)  | C     | Andrzej Rudy      |
|    | Germania (bandiera) | C     | Franz Wunderlich  |
|    | Germania (bandiera) | A     | Maurice Banach    |
|    | Germania (bandiera) | A     | Uwe Fuchs         |
|    | Germania (bandiera) | A     | Frank Ordenewitz  |
|    | Germania (bandiera) | A     | Ralf Sturm        |

## Organigramma societario
Area tecnica
- Allenatore: Erich Rutemöller
- Allenatore in seconda: Hannes Linßen
- Preparatore dei portieri: Rolf Herings
- Preparatori atletici:

## Calciomercato

### Sessione estiva
| Acquisti | Acquisti          | Acquisti           | Acquisti |
| R.       | Nome              | da                 | Modalità |
| -------- | ----------------- | ------------------ | -------- |
| D        | Henrik Andersen   | Anderlecht         |          |
| A        | Maurice Banach    | Wattenscheid 09    |          |
| C        | Hans-Dieter Flick | Bayern Monaco      |          |
| A        | Uwe Fuchs         | Fortuna Düsseldorf |          |
| C        | Horst Heldt       | Colonia II         |          |
| C        | Franz Wunderlich  | Colonia II         |          |

| Cessioni | Cessioni          | Cessioni            | Cessioni |
| R.       | Nome              | a                   | Modalità |
| -------- | ----------------- | ------------------- | -------- |
| D        | Hans-Georg Dreßen | Borussia M'gladbach |          |
| C        | Armin Görtz       | Hertha Berlino      |          |
| C        | Thomas Häßler     | Juventus            |          |
| P        | Michael Kraft     | Bakırköyspor        |          |
| A        | Uwe Rahn          | Hertha Berlino      |          |

### Sessione invernale
| Acquisti | Acquisti | Acquisti | Acquisti |
| R.       | Nome     | da       | Modalità |
| -------- | -------- | -------- | -------- |

| Cessioni | Cessioni | Cessioni | Cessioni |
| R.       | Nome     | a        | Modalità |
| -------- | -------- | -------- | -------- |

## Risultati

### Bundesliga

#### Girone di andata
| Arbitro: | Merk |

|          |           |            |
| Higl 81’ | Marcatori | 58’ Allofs |

| Arbitro: | Weber |

|          |           |  |
| Kohn 84’ | Marcatori |  |

| Arbitro: | Amerell |

|           |           |  |
| Sturm 13’ | Marcatori |  |

| Arbitro: | Theobald |

|                         |           |                     |
| Criens 48’ Pflipsen 61’ | Marcatori | 16’ Banach 83’ Götz |

| Arbitro: | Dellwing |

|  |           |                                       |
|  | Marcatori | 44’ (rig.) Ordenewitz 75’, 89’ Banach |

| Arbitro: | Neuner |

|          |           |  |
| Rudy 90’ | Marcatori |  |

| Arbitro: | Föckler |

|                 |           |  |
| Falkenmayer 21’ | Marcatori |  |

| Arbitro: | Fux |

|  |           |           |
|  | Marcatori | 35’ Lusch |

| Berlino 6 ottobre 1990, ore 15:30 CET 9ª giornata | Hertha Berlino | 0 – 0 referto | Colonia | Stadio Olimpico (16 120 spett.)\| Arbitro: \| Tritschler \| |
| Arbitro:                                          | Tritschler     |               |         |                                                             |

| Arbitro: | Umbach |

|                                               |           |  |
| Ordenewitz 3’ Janßen 25’ Banach 38’ Sturm 66’ | Marcatori |  |

| Arbitro: | Harder |

|  |           |                                     |
|  | Marcatori | 3’, 19’ Sturm 83’ Janßen 86’ Banach |

| Arbitro: | Führer |

|                            |           |                   |
| Sturm 42’, 47’ Greiner 79’ | Marcatori | 75’ (rig.) Funkel |

| Arbitro: | Fux |

|                      |           |  |
| Leśniak 35’ Thom 68’ | Marcatori |  |

| Arbitro: | Scheuerer |

|                       |           |  |
| Heldt 39’ Greiner 45’ | Marcatori |  |

| Arbitro: | Steinborn |

|                                  |           |                      |
| Kögl 53’ Sammer 55’ Allgöwer 69’ | Marcatori | 38’ Giske 49’ Banach |

| Colonia 7 dicembre 1990, ore 20:00 CET 16ª giornata | Colonia | 0 – 0 referto | Karlsruhe | Müngersdorfer Stadion (9 000 spett.)\| Arbitro: \| Kasper \| |
| Arbitro:                                            | Kasper  |               |           |                                                              |

| Arbitro: | Strigel |

|                       |           |                    |
| Winkler 72’ Haber 80’ | Marcatori | 4’ Heldt 24’ Sturm |

#### Girone di ritorno
| Arbitro: | Mierswa |

|  |           |                     |
|  | Marcatori | 49’ Sturm 54’ Heldt |

| Colonia 2 marzo 1991, ore 15:30 CET 19ª giornata | Colonia | 0 – 0 referto | Bochum | Müngersdorfer Stadion (15 000 spett.)\| Arbitro: \| Berg \| |
| Arbitro:                                         | Berg    |               |        |                                                             |

| Arbitro: | Theobald |

|                           |           |                |
| Harttgen 61’ Neubarth 86’ | Marcatori | 53’ Ordenewitz |

| Arbitro: | Krug |

|          |           |                                        |
| Higl 31’ | Marcatori | 9’ (aut.) Götz 39’ Kastenmaier 70’ Max |

| Arbitro: | Prengel |

|            |           |              |
| Banach 62’ | Marcatori | 64’ Hartmann |

| Arbitro: | Föckler |

|         |           |            |
| Eck 42’ | Marcatori | 60’ Banach |

| Arbitro: | Wiesel |

|                          |           |          |
| Littbarski 26’ Sturm 50’ | Marcatori | 24’ Binz |

| Arbitro: | Kriegelstein |

|                       |           |                 |
| Rummenigge 61’ (rig.) | Marcatori | 20’, 35’ Banach |

| Arbitro: | Mölm |

|                                |           |                |
| Rudy 72’ Ordenewitz 88’ (rig.) | Marcatori | 26’ Kretschmer |

| Arbitro: | Steinborn |

|                        |           |                     |
| Laudrup 2’ Schwabl 86’ | Marcatori | 60’ Banach 88’ Götz |

| Arbitro: | Malbranc |

|                                                  |           |             |
| Oechler 23’ (aut.) Littbarski 54’ Ordenewitz 69’ | Marcatori | 26’ Oechler |

| Arbitro: | Berg |

|  |           |                                |
|  | Marcatori | 12’, 44’ Banach 85’ Ordenewitz |

| Arbitro: | Scheuerer |

|          |           |            |
| Götz 18’ | Marcatori | 2’ Fischer |

| Arbitro: | Dellwing |

|                       |           |  |
| Kocian 14’ Zander 58’ | Marcatori |  |

| Arbitro: | Kriegelstein |

|          |           |                                                                             |
| Higl 54’ | Marcatori | 19’ (rig.) Walter 40’ Allgöwer 48’, 67’ Frontzeck 57’ Sammer 79’ Sverrisson |

| Arbitro: | Albrecht |

|            |           |            |
| Scholl 35’ | Marcatori | 38’ Banach |

| Arbitro: | Harder |

|                                   |           |                                                      |
| Ordenewitz 32’ (rig.) Greiner 47’ | Marcatori | 5’, 77’ Haber 14’, 43’ Winkler 45’ Dooley 90’ Schupp |

### Coppa di Germania
| Arbitro: | Malbranc |

|             |           |                                                 |
| Ansorge 81’ | Marcatori | 5’, 53’ Ordenewitz 14’, 24’, 38’ Götz 51’ Flick |

| Arbitro: | Kriegelstein |

|           |           |                        |
| Haber 41’ | Marcatori | 22’ Greiner 88’ Banach |

| Arbitro: | Wittke |

|             |           |  |
| Greiner 43’ | Marcatori |  |

| Arbitro: | Osmers |

|             |           |  |
| Banach 110’ | Marcatori |  |

| Duisburg 23 aprile 1991, ore 20:00 CEST Semifinale | Duisburg   | 0 – 0 (d.t.s.) referto | Colonia | Wedaustadion (30 600 spett.)\| Arbitro: \| Tritschler \| |
| Arbitro:                                           | Tritschler |                        |         |                                                          |

| Arbitro: | Merk |

|                                    |           |  |
| Higl 30’ Ordenewitz 49’ Banach 90’ | Marcatori |  |

| Arbitro: | Schmidhuber |

|                                        |                      |                                  |
| Eilts 48’                              | Marcatori            | 63’ Banach                       |
| Allofs Rufer Bratseth Harttgen Borowka | Tiri di rigore 4 – 3 | Rudy Higl Littbarski Banach Götz |

### Coppa UEFA
| Norrköping 18 settembre 1990 Primo turno | IFK Norrköping | 0 – 0 referto | Colonia | Idrottspark (10 403 spett.)\| Arbitro: \| van Langenhove \| |
| Arbitro:                                 | van Langenhove |               |         |                                                             |

| Arbitro: | Hartmann |

|                                    |           |               |
| Higl 49’ Banach 72’ Ordenewitz 78’ | Marcatori | 20’ Hellström |

| Arbitro: | Listkiewicz |

|  |           |              |
|  | Marcatori | 84’ Obšitník |

| Arbitro: | Santos |

|  |           |                     |
|  | Marcatori | 57’ Götz 62’ Janßen |

| Arbitro: | Goethals |

|                   |           |            |
| Progna 49’ (aut.) | Marcatori | 54’ Bordin |

| Arbitro: | Quiniou |

|              |           |  |
| Nicolini 16’ | Marcatori |  |

## Statistiche

### Statistiche di squadra
| Competizione      | Punti | In casa | In casa | In casa | In casa | In casa | In casa | In trasferta | In trasferta | In trasferta | In trasferta | In trasferta | In trasferta | Totale | Totale | Totale | Totale | Totale | Totale | DR  |
| Competizione      | Punti | G       | V       | N       | P       | Gf      | Gs      | G            | V            | N            | P            | Gf           | Gs           | G      | V      | N      | P      | Gf     | Gs     | DR  |
| ----------------- | ----- | ------- | ------- | ------- | ------- | ------- | ------- | ------------ | ------------ | ------------ | ------------ | ------------ | ------------ | ------ | ------ | ------ | ------ | ------ | ------ | --- |
| Bundesliga        | 37    | 17      | 8       | 5       | 4       | 25      | 23      | 17           | 5            | 6            | 6            | 25           | 20           | 34     | 13     | 11     | 10     | 50     | 43     | +7  |
| Coppa di Germania | -     | 3       | 3       | 0       | 0       | 5       | 0       | 4            | 2            | 2            | 0            | 9            | 3            | 7      | 5      | 2      | 0      | 14     | 3      | +11 |
| Coppa UEFA        | -     | 3       | 1       | 1       | 1       | 4       | 3       | 3            | 1            | 1            | 1            | 2            | 1            | 6      | 2      | 2      | 2      | 6      | 4      | +2  |
| Totale            | 37    | 23      | 12      | 6       | 5       | 34      | 26      | 24           | 8            | 9            | 7            | 36           | 24           | 47     | 20     | 15     | 12     | 70     | 50     | +20 |

### Andamento in campionato
| Giornata  | 1 | 2  | 3 | 4  | 5 | 6 | 7 | 8  | 9 | 10 | 11 | 12 | 13 | 14 | 15 | 16 | 17 | 18 | 19 | 20 | 21 | 22 | 23 | 24 | 25 | 26 | 27 | 28 | 29 | 30 | 31 | 32 | 33 | 34 |
| --------- | - | -- | - | -- | - | - | - | -- | - | -- | -- | -- | -- | -- | -- | -- | -- | -- | -- | -- | -- | -- | -- | -- | -- | -- | -- | -- | -- | -- | -- | -- | -- | -- |
| Luogo     | C | T  | C | T  | T | C | T | C  | T | C  | T  | C  | T  | C  | T  | C  | T  | T  | C  | T  | C  | C  | T  | C  | T  | C  | T  | C  | T  | C  | T  | C  | T  | C  |
| Risultato | N | P  | V | N  | V | V | P | P  | N | V  | V  | V  | P  | V  | P  | N  | N  | V  | N  | P  | P  | N  | N  | V  | V  | V  | N  | V  | V  | N  | P  | P  | N  | P  |
| Posizione | 7 | 13 | 9 | 10 | 6 | 5 | 5 | 10 | 8 | 7  | 5  | 4  | 7  | 5  | 5  | 5  | 7  | 4  | 5  | 6  | 8  | 8  | 8  | 6  | 5  | 5  | 6  | 6  | 4  | 5  | 5  | 7  | 7  | 7  |

Legenda:

Luogo: C = Casa; T = Trasferta. Risultato: V = Vittoria; N = Pareggio; P = Sconfitta.

### Statistiche dei giocatori
| Giocatore     | Bundesliga | Bundesliga | Bundesliga  | Bundesliga | Coppa di Germania | Coppa di Germania | Coppa di Germania | Coppa di Germania | Coppa UEFA | Coppa UEFA | Coppa UEFA  | Coppa UEFA | Totale   | Totale | Totale      | Totale     |
| Giocatore     | Presenze   | Reti       | Ammonizioni | Espulsioni | Presenze          | Reti              | Ammonizioni       | Espulsioni        | Presenze   | Reti       | Ammonizioni | Espulsioni | Presenze | Reti   | Ammonizioni | Espulsioni |
| ------------- | ---------- | ---------- | ----------- | ---------- | ----------------- | ----------------- | ----------------- | ----------------- | ---------- | ---------- | ----------- | ---------- | -------- | ------ | ----------- | ---------- |
| H. Andersen   | 27         | 0          | 4           | 0          | 6                 | 0                 | 1                 | 0                 | 5          | 0          | 0           | 0          | 38       | 0      | 5           | 0          |
| M. Banach     | 31         | 14         | 4           | 0          | 6                 | 4                 | 1                 | 0                 | 6          | 1          | 0           | 0          | 43       | 19     | 5           | 0          |
| K. Baumann    | 28         | 0          | 3           | 0          | 6                 | 0                 | 0                 | 0                 | 2          | 0          | 0           | 0          | 36       | 0      | 3           | 0          |
| A. Britz      | 17         | 0          | 2           | 0          | 1                 | 0                 | 0                 | 0                 | 2          | 0          | 0           | 0          | 20       | 0      | 2           | 0          |
| R. Daschner   | 6          | 0          | 1           | 0          | 0                 | 0                 | 0                 | 0                 | 1          | 0          | 0           | 0          | 7        | 0      | 1           | 0          |
| V. Diergardt  | 0          | 0          | 0           | 0          | 0                 | 0                 | 0                 | 0                 | 0          | 0          | 0           | 0          | 0        | 0      | 0           | 0          |
| H. Flick      | 19         | 0          | 5           | 1          | 2                 | 1                 | 1                 | 0                 | 5          | 0          | 0           | 0          | 26       | 1      | 6           | 1          |
| U. Fuchs      | 0          | 0          | 0           | 0          | 0                 | 0                 | 0                 | 0                 | 0          | 0          | 0           | 0          | 0        | 0      | 0           | 0          |
| A. Gielchen   | 24         | 0          | 0           | 1          | 6                 | 0                 | 1                 | 0                 | 2          | 0          | 0           | 0          | 32       | 0      | 1           | 1          |
| A. Giske      | 16         | 1          | 2           | 0          | 2                 | 0                 | 2                 | 0                 | 6          | 0          | 0           | 0          | 24       | 1      | 4           | 0          |
| F. Greiner    | 32         | 3          | 8           | 0          | 6                 | 2                 | 4                 | 0                 | 6          | 0          | 0           | 0          | 44       | 5      | 12          | 0          |
| F. Götz       | 30         | 3          | 7           | 0          | 7                 | 3                 | 1                 | 1                 | 6          | 1          | 0           | 0          | 43       | 7      | 8           | 1          |
| H. Heldt      | 22         | 3          | 0           | 0          | 6                 | 0                 | 0                 | 0                 | 4          | 0          | 0           | 0          | 32       | 3      | 0           | 0          |
| A. Higl       | 33         | 3          | 7           | 0          | 7                 | 1                 | 1                 | 0                 | 6          | 1          | 0           | 0          | 46       | 5      | 8           | 0          |
| B. Illgner    | 34         | 0          | 2           | 0          | 7                 | 0                 | 0                 | 0                 | 6          | 0          | 0           | 0          | 47       | 0      | 2           | 0          |
| O. Janßen     | 12         | 2          | 3           | 0          | 3                 | 0                 | 1                 | 0                 | 4          | 1          | 0           | 0          | 19       | 3      | 4           | 0          |
| J. Jensen     | 5          | 0          | 0           | 0          | 1                 | 0                 | 0                 | 0                 | 1          | 0          | 0           | 0          | 7        | 0      | 0           | 0          |
| P. Littbarski | 15         | 2          | 0           | 0          | 5                 | 0                 | 0                 | 0                 | 0          | 0          | 0           | 0          | 20       | 2      | 0           | 0          |
| F. Ordenewitz | 31         | 7          | 7           | 0          | 6                 | 3                 | 2                 | 1                 | 6          | 1          | 0           | 0          | 43       | 11     | 9           | 1          |
| A. Rudy       | 24         | 2          | 1           | 0          | 6                 | 0                 | 0                 | 0                 | 4          | 0          | 0           | 0          | 34       | 2      | 1           | 0          |
| P. Steiner    | 1          | 0          | 0           | 0          | 1                 | 0                 | 0                 | 0                 | 0          | 0          | 0           | 0          | 2        | 0      | 0           | 0          |
| R. Sturm      | 27         | 9          | 3           | 0          | 5                 | 0                 | 0                 | 0                 | 5          | 0          | 0           | 0          | 37       | 9      | 3           | 0          |
| F. Wunderlich | 2          | 0          | 0           | 0          | 0                 | 0                 | 0                 | 0                 | 0          | 0          | 0           | 0          | 2        | 0      | 0           | 0          |